# Мужчина в полный рост (сериал)
«Мужчина в полный рост» (англ. A Man in Full) — американский драматический мини-сериал созданный Дэвидом Э. Келли. Главные роли исполнили Джефф Дэниелс и Дайан Лейн. В основе сценария одноимённый роман Тома Вулфа. Сериал состоит из шести эпизодов, премьера состоялась 	2 мая 2024 года на Netflix.

## Сюжет
Когда магнату недвижимости из Атланты Чарли Крокеру грозит внезапное банкротство, сталкиваются политические и деловые интересы, и Чарли защищает свою империю от тех, кто пытается извлечь выгоду из его краха.

## В ролях
- Джефф Дэниелс — Чарли Крокер
- Дайан Лейн — Марта Крокер
- Уильям Джексон Харпер — Уэс Джордан
- Эмел Амин — Роджер Уайт
- Том Пелфри — Рэймонд Пипграсс
- Сара Джонс — Серена Крокер
- Джон Майкл Хилл — Конрад Хенсли
- Шанте Адамс — Джилл Хенсли
- Люси Лиу — Джойс Ньюман
- Билл Кэмп — Гарри Зейл
- Эван Ро — Уолли Крокер

## Производство
О начале работы над сериалом стало известно 4 ноября 2021 года, когда компания Netflix заказала производство сериала A Man in Full, основанного на одноимённом романе Тома Вулфа. Создателем сериала выступил Дэвид Э. Келли, а режиссёром — Реджина Кинг, которые также выступают исполнительными продюсерами вместе с Рейной Кинг и Мэтью Тинкером. Производством сериала занимаются компании Royal Ties Productions и David E. Kelley Productions. Режиссёром первых трёх эпизодов выступит Реджина Кинг.
В начале мая 2022 года на главную роль был приглашен Джефф Дэниелс. В июле 2022 года на главную женскую роль была приглашена Дайан Лейн. В августе 2022 года к сериалу присоединились Уильям Джексон Харпер, Эмел Амин, Том Пелфри, Сара Джонс, Джон Майкл Хилл, Шанте Адамс, Люси Лиу и Билл Кэмп.
Начало съёмок было запланировано на май 2022 года. Съёмки начались 8 августа 2022 года в Атланте, штат Джорджия, и завершились 10 декабря.

## Отзывы и оценки
На сайте Rotten Tomatoes фильм имеет рейтинг 47 % основанный на 38 отзывах, со средней оценкой 5.5/10.